# Omnium Gatherum
Omnium Gatherum son una banda finlandesa de death metal melódico activa desde el año 1996. El nombre en latín significa "agrupación de todo" y no necesariamente se refiere estrictamente a objetos, personas y demás. Aunque el estilo musical de la banda sigue una fórmula marcada de death metal melódico bien es cierto que también incluye influencias de metal progresivo, las cuales se han hecho más evidentes en los trabajos más recientes.

## Miembros

### Actuales
- Markus Vanhala – guitarra líder (1996–presente)
- Aapo Koivisto – teclados y coros (2005–presente)
- Jukka Pelkonen – voz principal (2006–presente)
- Atte Pesonen – batería (2016–presente)
- Mikko Kivistö – bajo (2020–presente)

### Pasados
- Olli Lappalainen – voz principal (1996–2000), guitarra rítmica (1996–1997)
- Ville Salonen - batería (1996–1999)
- Mikko Nykänen – teclados (1996–1999)
- Olli Mikkonen – bajo (1996–1997)
- Harri Pikka – guitarra rítmica (1997–2010)
- Jari Kuusisto – bajo (1997–1998)
- Janne Markkanen – bajo (1998–2007)
- Jarmo Pikka –  batería (1999–2016)
- Tomi Pekkola – teclados (1999–2001)
- Antti Filppu – voz principal (2000–2006)
- Mikko Pennanen – teclados (2001–2003)
- Jukka Perälä – teclados (2003–2005)
- Eerik Purdon – bajo (2007–2008)
- Toni "Tsygä" Mäki – bajo (2009–2012)
- Joonas "Jope" Koto – guitarra rítmica (2010–2020)
- Erkki Silvennoinen – bajo (2012–2019)
- Pyry Hanski  – bajo (2019–2020)

## Discografía

### Maquetas
- Forbidden Decay (1997)
- Omnium Gatherum (1998)
- Gardens, Temples... This Hell (1999)
- Wastrel (2001)

### EP
- Steal the Light (2002)

### Discos de estudio
- Spirits and August Light (2003)
- Years in Waste (2004)
- Stuck Here on Snakes Way (2007)
- The Redshift (2008)
- New World Shadows (2011)
- Beyond (2013)
- Grey Heavens (2016)
- The Burning Cold (2018)
- Origin (2021)

### Sencillos
- The Unknowing (2013)
- Skyline (2015)
- Blade Reflections (2017)
- Gods Go First (2017)
- Refining Fire (2017)
- Chaospace (2019)

### Split
- Out to the Sea / Skyline (2015) 
  - con Insomnium.
- Höndin sem veggina klórar / Blade Reflections (2017)
  - con Skálmöld.

### Recopilatorios
- The Nuclear Blast Recordings (2019)